# Scandal (film, 1989)

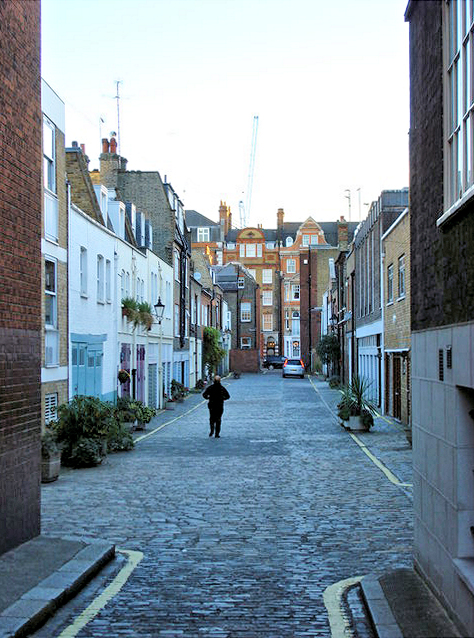

Pour les articles homonymes, voir Scandal.
Pour plus de détails, voir Fiche technique et Distribution.
Scandal est un film britannique réalisé par Michael Caton-Jones en 1988, sorti en 1989.

## Synopsis
(d'après des événements authentiques)
En 1959, à Londres, le médecin-ostéopathe Stephen Ward rencontre une jeune danseuse de cabaret, Christine Keeler, dont il devient le « protecteur » et l'introduit dans la bonne société. En 1961, elle devient brièvement la maîtresse du secrétaire d'État britannique John Profumo, alors qu'elle a également une liaison avec un officiel soviétique, Yevgeny Ivanov. Il en résulte un scandale politique en 1963, doublé d'un procès en proxénétisme à l'encontre du docteur Ward, le tout connu sous le nom d'affaire Profumo.

## Fiche technique
- Titre français : Scandal
- Titre original : Scandal
- Réalisateur : Michael Caton-Jones
- Scénario : Michael Thomas (en)
- Directeur de la photographie : Mike Molloy
- Musique : Carl Davis
- Directeur artistique : Chris Townsend
- Décors : Simon Holland
- Costumes : Jane Robinson
- Montage : Angus Newton
- Producteur : Stephen Woolley, pour British Screen Productions et Palace Pictures
- Genre : Film politique / Chronique de mœurs
- Format : Couleur
- Durée : 115 minutes
- Dates de sorties :  Royaume-Uni : 3 mars 1989 /  France : 28 juin 1989
- Classification :
  -  France : Interdit aux moins de 12 ans

## Distribution
(dans l'ordre du générique de fin)
- John Hurt (VF : Bernard Tiphaine) : Stephen Ward
- Joanne Whalley (sous le nom de Joanne Whalley-Kilmer) (VF : Martine Irzenski) : Christine Keeler
- Bridget Fonda : Mandy Rice-Davies
- Ian McKellen : John Profumo
- Leslie Phillips : William « Bill » Astor
- Britt Ekland : Mariella Novotny
- Daniel Massey : Mervyn Griffith-Jones
- Roland Gift : Johnnie Edgecombe
- Jean Alexander : madame Keeler
- Alex Norton : l'inspecteur-détective
- Ronald Fraser : le juge en chef
- Paul Brooke : le sergent-détective
- Jeroen Krabbé (crédité Jeroen Krabbe) :Yevgeny 'Eugene' Ivanov
- Keith Allen : Kevin, reporter au Sunday Pictorial
- Ralph Brown : Paul Mann
- Ken Campbell : le directeur du Sunday Pictorial
- Iain Cuthbertson : Lord Hailsham
- Susannah Doyle : Jackie
- Johanna Dunham : Lady Astor
- Trevor Eve : l'idole au 'Matinée'
- Oliver Ford Davies : Monsieur Woods, du MI5
- Deborah Grant (en) : Valerie Hobson-Profumo
- Terence Rigby : James Burge